# 湯野上温泉

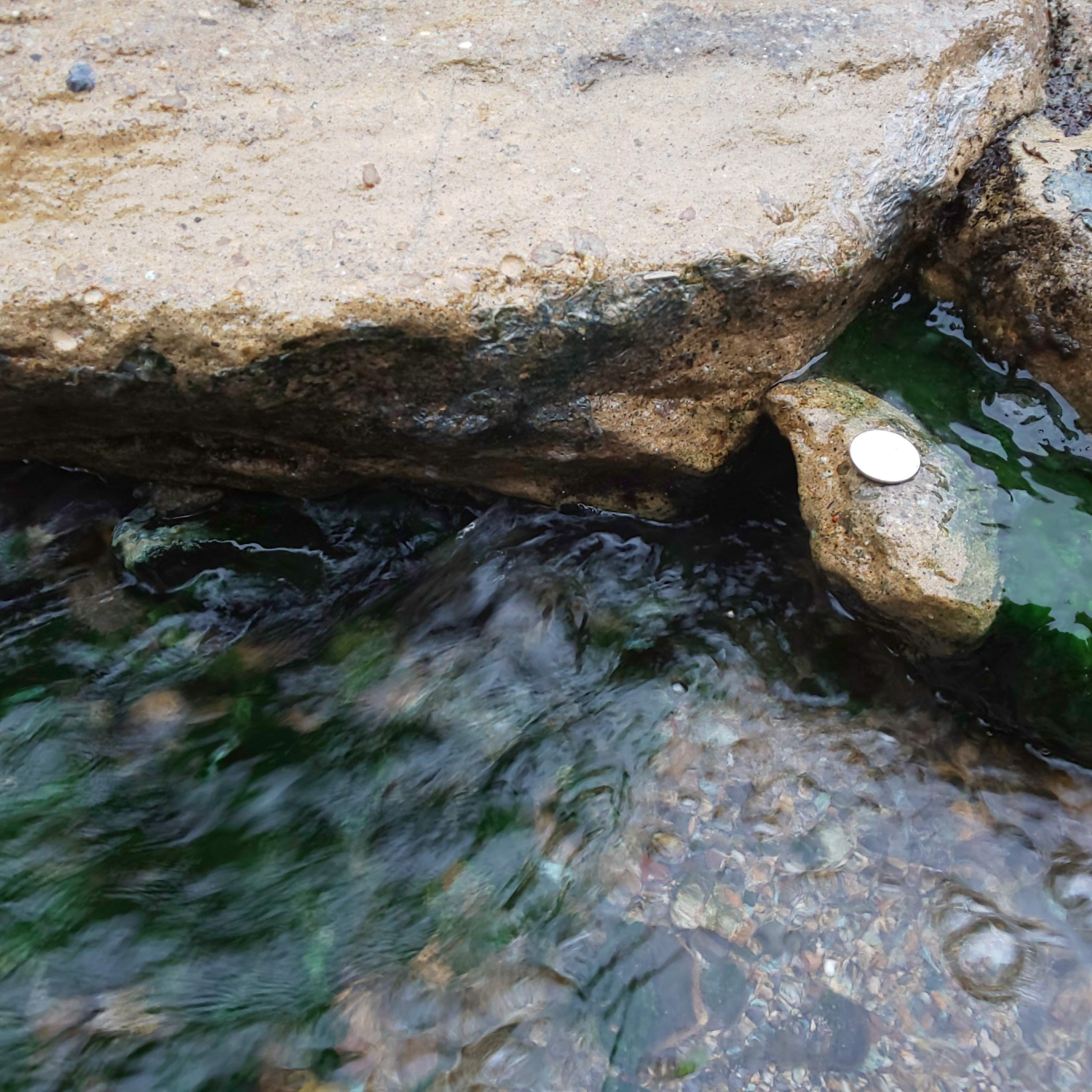
大川河川敷にある岩盤の割れ目から湧出する源泉（100円玉の左側から勢いよく湧出し、右側からも湧き出しているのがわかる）。

湯野上温泉（ゆのかみおんせん）は、福島県南会津郡下郷町（旧国陸奥国、明治以降は岩代国）にある温泉。

## 泉質
- 単純温泉
  - 源泉温度60℃

5つの源泉が存在し、それぞれ猿湯、上ノ湯、姥湯、舘ノ湯、舘新湯という名前である。
また、大川の河原では源泉が岩盤の隙間から数か所で湧き出ている。

## 温泉街
大川の渓谷沿いに18軒の旅館、民宿が存在する。温泉街には足湯も存在する。
温泉街では湯巡りを実施しており、湯巡り手形を発行している。この湯巡り手形はこけしの形をしており、1つの券で入浴可能な3湯を入湯した後、塔のへつり近くの作業場にて絵付け可能である。
河原には無料で入浴可能な露天風呂が存在したが、この露天風呂は2009年5月7日に公衆浴場法を理由に閉鎖された（2020年5月時点で立ち入り禁止区域）。

## 歴史
開湯は明治時代の中期である。開湯伝説によれば、猿が入湯しているところを発見したという。そのことは源泉名に名前が残る。

## アクセス
- 鉄道：会津鉄道会津線湯野上温泉駅下車徒歩約15分。

## 周辺
- 塔のへつり
- 大内宿
- 芦ノ牧温泉
- 岩瀬湯本温泉